# Ramphotyphlops mansuetus
Espèce
Synonymes
- Typhlops cumingii mansuetus Barbour, 1921

Statut de conservation UICN

 DD : Données insuffisantes
Ramphotyphlops mansuetus est une espèce de serpents de la famille des Typhlopidae.

## Répartition
Cette espèce est endémique de l'archipel des Salomon. Elle n'est connue que sur les îles de Makira au Salomon et de Bougainville en Papouasie-Nouvelle-Guinée, mais elle pourrait être présente dans les autres îles de l'archipel.

## Publication originale
- Barbour, 1921 : Reptiles and amphibians from the British Solomon Islands. Proceedings of the New England Zoological Club, vol. 7, p. 91-112 (texte intégral).